# Porsche 917 LH
Chronologie des modèles (1970 - 1971)
Porsche 917 Porsche 936
La Porsche 917 LH (pour Lang Heck signifiant longue queue, en référence à son long porte-à-faux arrière), également appelée Porsche 917 L est une voiture de course développée par Porsche et sa filiale sportive Porsche KG Salzburg pour courir dans la catégorie « Sport » de l'Automobile Club de l'Ouest et de la fédération internationale de l'automobile.

## Genèse du projet

### Création du prototype
L'entreprise SERA-CD dont Charles Deutsch est le patron, est contactée par Ferdinand Piëch, dans l'objectif de concevoir une version de la Porsche 917 qui serait spécifique au circuit de la Sarthe. Deutsch engage alors deux techniciens, Lucien Romani et Robert Choulet ; ils sont mis à contribution pour étudier une carrosserie « longue queue ».

### Aspects techniques
Le moteur 12 cylindres à plat développe une puissance d'environ 600 ch à 8 400 tr/min, et un couple maximal d'environ 561 N m à 6 400 tr/min.